# イサル・ハルエル

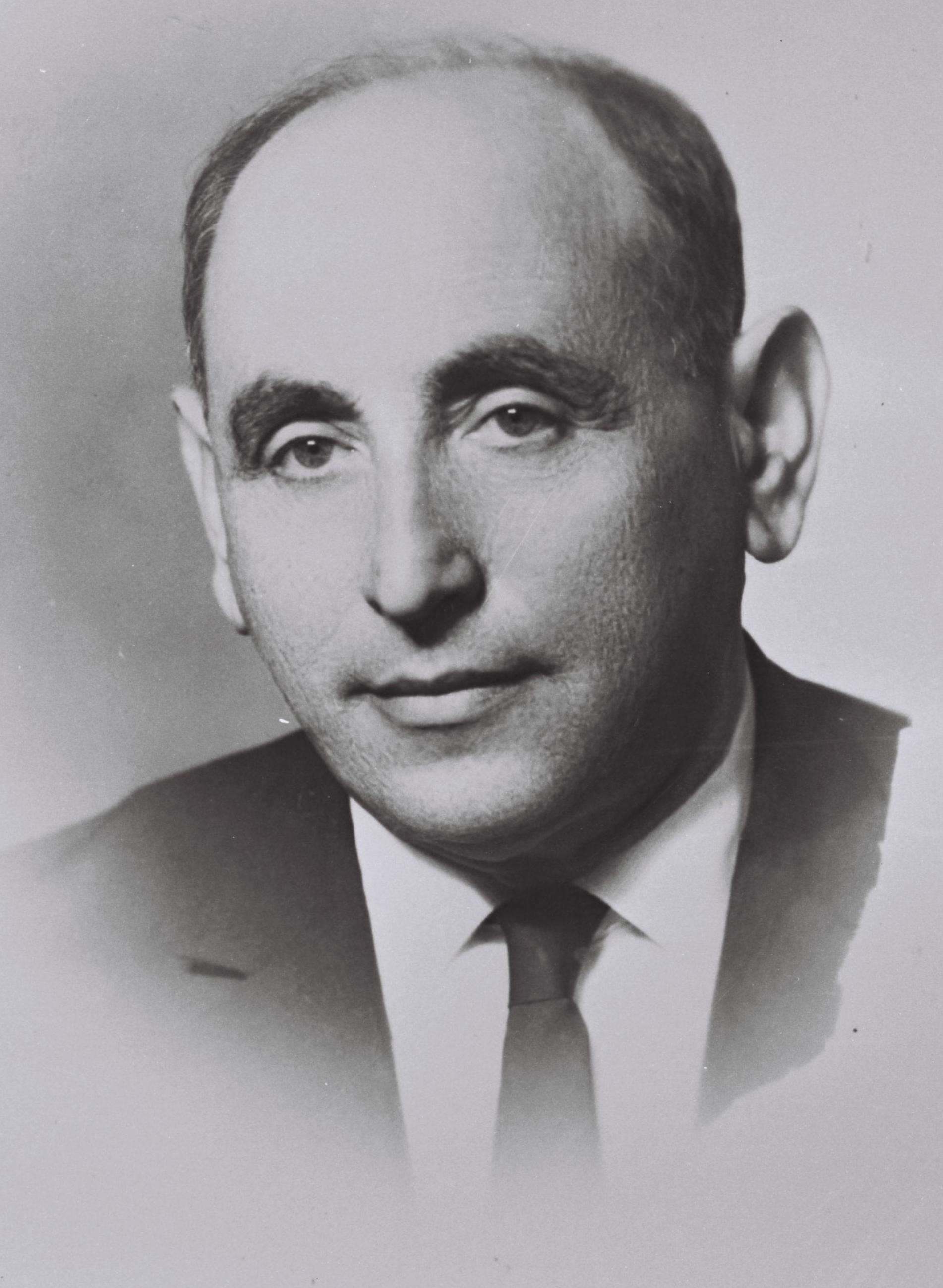
イサル・ハルエル（1952年）

イサル・ハルエル（Isser Harel 、ヘブライ語：איסר הראל、生名：イサル・ハルペリン、1911年11月30日 - 2003年2月18日）は、イスラエルの諜報実務家で1969年から1974年まで同国国会議員。建国前のイシューヴ（パレスチナのユダヤ人社会）でハガナー情報局の有力者として頭角を現わす。イスラエル総保安庁創設者でイスラエル諜報特務庁長官としても活躍。ダヴィド・ベン＝グリオン首相の下で「安全保障担当」という特別の地位に就いた。また、日本のメディアではイサー・ハレルと英語読みで表記されることが多い。

## 生い立ち
1911年にイサル・ハルペリンとしてロシア帝国領ベラルーシのヴィチェプスクで生まれた。祖父はロシア帝国の酢の製造利権を持ち工場を所有。父は有名な弁護士で母親は結婚紹介所に勤務。幼少時に家族は裕福だったが、ロシア革命が起こると財産没収され飢えるまでになる。

### ラトビア移住
1922年、家族と共にソビエト連邦を去り、革命後に独立したラトビアのダウガフピルスに移住。ここで小学校を卒業して上級学校に進む。成長するにつれユダヤ人の民族主義に目覚めてシオニズムの青年運動に加わる。16歳の時に学校を退学。そして、国際連盟イギリス委任統治領パレスチナ移住準備の為にハフシャラ（農業訓練）に参加。1929年パレスチナでアラブ人暴動が起こると友人と共に移住を早める事を決意。実齢17歳を18歳と偽って移住許可を得て、1930年に念願のアリヤー（ユダヤ人のパレスチナ移住）を果たす。

### パレスチナで
パレスチナへ着くと直ぐにキブツ運動に加わり、ヘルツェリア近郊の創設まもないシェファイムというキブツの建設に参加。果樹園で働く。ここで妻のリヴカと出会い結婚。当時シェファイムのメンバー達はヘルツェリアで農業訓練に参加したが、これはハガナーの勧誘場所で友人達と共にメンバーとなる。この時に後のハガナー情報局・局長イスラエル・アミールと出会う。1935年に自分と妻の両親を呼び寄せる為に借金するが、キブツが援助を拒否。これが原因でシェファイムを出てヘルツェリアへ移るが、しばらく梱包出荷場で働くハルエルらの生活は不安定であった。その後、果樹園の灌漑ホース修理の請負を始めて生活が安定。この時期に一人娘のミラが生まれる。1939年、第二次世界大戦が勃発すると、イギリス軍へ新鮮な野菜を供給する必要から生活は今までに無く良くなった。その一方で友人達が英軍やパルマッハ部隊に参加し出すと、ハルエルは単に金儲けだけをしていて良いのかと感じた。

## 経歴
ハルエルはリガでハフシャラに参加する為に第八学年（当時中等教育最終学年）の時に周囲の反対を押し切り卒業数ヶ月前に学校を辞めた。これが最終学歴になる。ヘブライ大学で東洋学（中東学）を学び優秀と言われたエルサレム出身のイスラエル諜報特務庁創設者ルーヴェン・シロアッフと対照的である。

### 植民地警察
1942年、イギリス軍に入隊する為にハガナーのヘルツェリア支部へ行き許可を願い出る。だが、イシューヴではロンメル将軍率いるドイツ軍がエジプトへ近づいて緊張の日々（200日間の恐怖）であった為に防衛を優先したハガナーはハルエルを分隊長養成講習に送った。講習終了後は植民地警察の一員として特務活動に就き、ドイツ人不審者などを追跡。その数ヵ月後、英軍軍服を受け取り沿岸警備隊の任務に就くが、海水浴と日光浴の気楽な日々であった。その時代の1944年初頭、英軍将校にからかわれた上に威嚇されたのでその将校を殴ってしまった。ハガナーの司令官達は何とか謝らそうとしたが、ハルエルは拒否。そのまま沿岸警備隊を辞めた。

### 情報局勤務
意外な事に、ハガナーの情報機関であるシャイのイスラエル・アミール局長はその話が気に入り、事件翌日にハルエルを呼び出し面談。ハガナー情報局での勤務を勧めた。了承したハルエルはテルアビブのシャイ本部ユダヤ課でヨセフ・カリーヴ課長の下で働き始める。そこで秘書として与えられた仕事は保管公文書の資料整理であった。それはユダヤ課の管理下に置かれていた。だが、それまで肉体労働に慣れたハルエルはシャイで勤務を始めたものの、オフィス勤めは未知の世界で諜報活動など理解出来なかったばかりか興味持った事すら無かった。さらに極度に無口なハルエルには適切な言葉を選んだり、考えを明確な文章に出来無いなど表現力に難があった。その為に状況評価や収集情報のまとめ文書の作成に関して同僚達と軋轢が生じて、彼らに相当な無能と見られた。

### 直感と集中力
泳ぎを知らぬ者がプールに投げ込まれたかの感じを持ったハルエルに同僚達は優越感を持ち接したが、当人は気に留めず少しずつ資料ファイルを読む事にした。それで担当のユダヤ人地下組織についてファイルから学び始めたが、そこから見えてきた諜報活動の世界に魅せられ週末以外に家に帰らなくなる。妻にすら勤務先は黙っていた。昼夜問わず資料を読み進めるうちに、ハルエルにはハガナー情報局が何をする必要があり、どんな手段を打つべきか明確になった。同僚達は段々とハルエルの猟犬的直感、あるいは光線に似た過度とも言える集中力を感じ始めるが、そんな中でヨセフ・カリーヴがハガナーの他部署転出の為に勤務数ヶ月にしてユダヤ課の課長代行となる。